# Hosam Aiesh
Hosam Aiesh (14 de abril de 1995) es un exfutbolista sueco de padres sirio-palestinos que jugaba como centrocampista.

## Trayectoria
Aiesh comenzó su carrera en las categorías inferiores del BK Häcken, pasando por sus equipos sub-17 y sub-19. En esta última categoría fue internacional dos veces con la selección de Suecia. Tras pasar una temporada cedido en el Varbergs BolS, llegó gratis al Östersunds FK el 1 de enero de 2015. Entre el 1 de abril y el 1 de julio de 2016, volvió a salir cedido al Varbergs, tras lo que se asentó en el Östersunds, club en el que ha estado jugando desde entonces. En el verano de 2018, dos clubes de la segunda división inglesa (Swansea y Queens Park Rangers) se interesaron por Aiesh, pero las negociaciones no llegaron a fructificar.En el verano de 2019, Aiesh firmó con el IFK Göteborg, de la primera división sueca, club en el que jugó tres temporadas. Tras esto, su siguiente destino fue el FC Seoul, en la liga coreana, en el que solamente estuvo una temporada tras la cual quedó sin equipo. Un año después, jugó la temporada 24/25 en el Utsiktens BK de la segunda división de su Suecia natal, tras lo cual anunció su retirada definitiva.
En agosto de 2017 declaró ante los medios de comunicación suecos su decisión de representar a Palestina. Es el primer palestino en la historia que ha jugado la fase de grupos de la Liga Europa de la UEFA, así como el primer palestino en anotar un gol en la Europa League, algo que consiguió contra el Arsenal el 22 de febrero de 2018.

## Estadísticas

### Club
Hasta el 22 de julio de 2018.
| Club                   | Temporada           | Liga                | Liga    | Liga  | Copa    | Copa  | Continental | Continental | Otros   | Otros | Total   | Total |
| Club                   | Temporada           | División            | Jugados | Goles | Jugados | Goles | Jugados     | Goles       | Jugados | Goles | Jugados | Goles |
| ---------------------- | ------------------- | ------------------- | ------- | ----- | ------- | ----- | ----------- | ----------- | ------- | ----- | ------- | ----- |
| BK Häcken              | 2013                | Allsvenskan (1ª)    | 0       | 0     | 1       | 0     | –           | –           | 0       | 0     | 1       | 0     |
| BK Häcken              | 2014                | Allsvenskan (1ª)    | 1       | 0     | 0       | 0     | –           | –           | 0       | 0     | 1       | 0     |
| BK Häcken              | Total               | Total               | 1       | 0     | 1       | 0     | 0           | 0           | 0       | 0     | 2       | 0     |
| Varbergs BoIS (cedido) | 2014                | Superettan (2ª)     | 11      | 1     | 1       | 0     | –           | –           | 0       | 0     | 12      | 1     |
| Östersunds FK          | 2015                | Superettan(2ª)      | 24      | 2     | 0       | 0     | –           | –           | 0       | 0     | 24      | 2     |
| Östersunds FK          | 2016                | Allsvenskan (1ª)    | 15      | 1     | 3       | 0     | –           | –           | 0       | 0     | 18      | 1     |
| Östersunds FK          | 2017                | Allsvenskan (1ª)    | 17      | 1     | 6       | 4     | 5           | 0           | 0       | 0     | 28      | 5     |
| Östersunds FK          | 2018                | Allsvenskan (1ª)    | 9       | 1     | 4       | 0     | 1           | 1           | 0       | 0     | 14      | 2     |
| Östersunds FK          | Total               | Total               | 65      | 5     | 14      | 4     | 6           | 1           | 0       | 0     | 85      | 9     |
| Varbergs BoIS (cedido) | 2016                | Superettan (2ª)     | 12      | 2     | 0       | 0     | –           | –           | 0       | 0     | 12      | 2     |
| Total de su carrera    | Total de su carrera | Total de su carrera | 89      | 8     | 16      | 4     | 6           | 1           | 0       | 0     | 111     | 13    |

1. ↑  Apariciones en Svenska Cupen
2. ↑  Apariciones en Liga Europa de la UEFA

## Palmarés

### Títulos nacionales
| Título         | Club          | País   | Año  |
| -------------- | ------------- | ------ | ---- |
| Copa de Suecia | Östersunds FK | Suecia | 2017 |